# 切爾良斯凱佩雷德米斯佳
49°46′0″N 23°38′36″E / 49.76667°N 23.64333°E
切爾良斯凱佩雷德米斯佳（羅馬化：Cherlianske Peredmistia）是烏克蘭利沃夫州利維夫區霍羅多克市鎮的村莊，面積0.95平方公里，海拔高度268米，2001年人口1,209，人口密度每平方公里1,273.97人。